# Taillon (ruisseau)
Le Taillon est un cours d'eau côtier français arrosant quatre communes du sud-ouest du département de la Charente-Maritime. Tributaire de l'estuaire de la Gironde, il est également connu sous le nom d' « Étier de Maubert ».
Long de quinze kilomètres, ce ruisseau prend sa source sur le territoire de la commune de Saint-Ciers-du-Taillon avant de traverser successivement les communes de Sainte-Ramée, Saint-Dizant-du-Gua et de Saint-Fort-sur-Gironde, où il se jette dans l'estuaire de la Gironde au niveau de Port-Maubert.
Appelé « Talhons » au Moyen Âge, il devrait son nom à la présence de taillis le long de ses berges.
Durant la période révolutionnaire, la commune de Saint-Ciers-du-Taillon prend brièvement le nom du ruisseau éponyme.